# Гора «Сокіл» (заказник)
Гора́ «Со́кіл» — ландшафтний заказник місцевого значення в Україні. Розташований у межах Гуменецької сільської громади Кам'янець-Подільського району Хмельницької області, на північний схід від села Карачківці.
Площа 42,9 га. Статус присвоєно 11.07.2007 року. Перебуває у віданні: СГЛКП «Лісовик» (лісовий масив, кв. 25, вид. 1-13).